# JAK-STAT-signaltransduktionsvägen

JAK-STAT-signalvägen.

JAK-STAT-signaltransduktionsvägen är en av de mer direkta signaltransduktionsvägarna. Den involverar enbart ligandinducerad dimerisering av receptorerna (cytokinreceptorer), vilket aktiverar dess tyrosinkinasaktivitet. Detta leder i sin tur till att de binder och fosforylerar STAT-proteiner, vilka bildar dimerer som kan gå in i cellkärnan och fungera som transkriptionsfaktorer.
JAK står för Januskinas, medan STAT står för Signal Transducers and Activators of Transcription.
Prolaktin är ett exempel på en ligand som aktiverar JAK-STAT-signalvägen i bröstkörtlar, där de aktiverar transkription av gener involverade i produktionen av bröstmjölk.